# Batman (Nintendo Entertainment System)
Batman es un videojuego de plataformas producido y desarrollado por Sunsoft y publicado para la Nintendo Entertainment System basado en la película homónima de 1989. La trama principal del juego es derrotar al Joker que se encuentra en la Catedral de Gotham. Más tarde el juego fue relanzado para Game Boy. El juego fue bien recibido a pesar de las diferencias que tenía con la película.

## Modo de Juego
El juego presenta el clásico modo de juego de desplazamiento lateral, a diferencia de la otra versión del juego para Sega Mega Drive, Batman tiene la habilidad de saltar entre muros cercanos para subir por las paredes, al estilo de Ninja Gaiden, además Batman puede usar el batarang y otros gadgets además de sus puños para atacar a los enemigos a que se enfrentará.

## Prototipo
El prototipo del videojuego tenía diferencias significantes, tenía varias mini-escenas cuándo se obtenía un 1UP, el arte del juego estaba basado en la portada de la broma asesina, las mini-escenas de las fases de jefe eran diferentes, al igual que la pelea con el Joker.

## Recepción
La versión de NES recibió críticas generalmente positivas.